# 5-й Фруктовий провулок (Житомир)
5-й Фруктовий провулок — провулок в Корольовському районі міста Житомир.

## Розташування
Розташований у завокзальній частині міста. Бере початок від Фруктової вулиці. Прямує на північний схід. Завершується перехрестям з вулицею Якова Зайка. 

## Історія
Провулок виник і названий у 1959 році. Забудова провулка переважно сформувалася у 1960-х рр.